# Maison Blanchenay
La maison Blanchenay (actuellement Musée Alexis Forel) est un bâtiment gothique tardif situé au 54 de la Grand-Rue de la commune vaudoise de Morges, en Suisse.

## Histoire

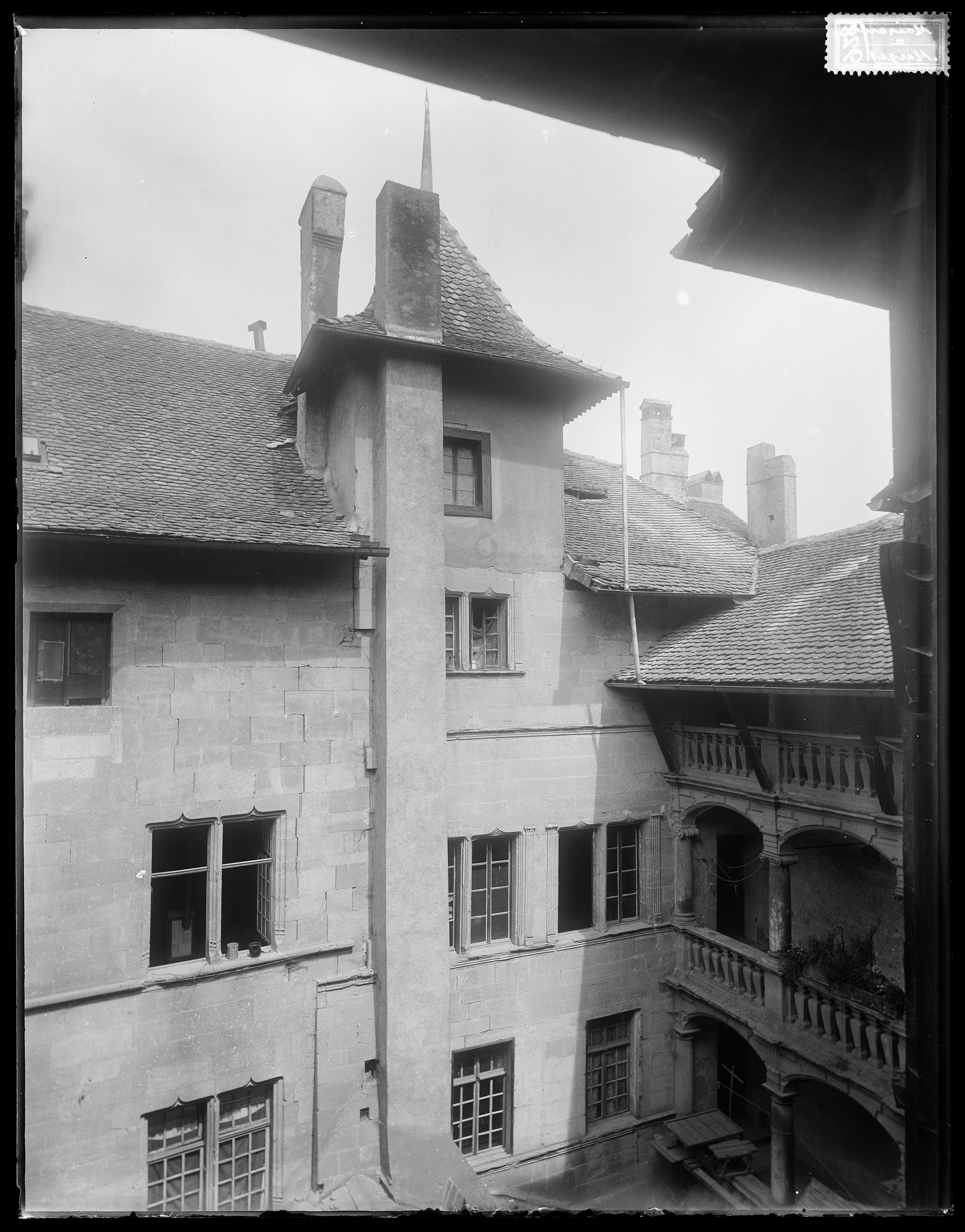
Cour intérieure, photographie Max van Berchem, 1905 (Archives cantonales vaudoises).

L’histoire de cette parcelle peut être reconstituée jusqu’en 1350 ; elle est alors occupée par Girard Gardian, premier propriétaire connu. L’immeuble passe par la suite à Pierre du Soleil, syndic en 1438, puis à Guillaume de Willermin, baron de Montricher qui, dans les années 1560-1570, fait reconstruire l’édifice ainsi que la maison voisine, au n° 56. Vers le milieu du XVIIe siècle, cette propriété passe à Jean Blanchenay, conseiller de Morges et assesseur baillival. Ce dernier charge le maître maçon et architecte Pierre Billon de procéder à d’importantes transformations, dont la construction, dans la cour intérieure, des spectaculaires galeries de pierre, datées 1670, sur arcades et colonnes. Le bâtiment est augmenté d’un étage vers 1730. La famille Blanchenay demeure propriétaire jusqu’en 1816. En 1825, l’édifice devient siège de la Société de Laiterie de Morges, qui loue en 1917 une salle à la Société du Vieux Morges. En 1918, le graveur Alexis Forel (1852-1922) et son épouse Emmeline Forel (1860-1957), peintre, acquièrent cette maison pour en faire à la fois leur résidence et un musée, à l’origine du Musée Alexis Forel actuel. Cette maison bourgeoise, l’une des plus remarquables de la ville, comporte de nombreux éléments architecturaux de style gothique tardif, ainsi que, au deuxième étage du corps de logis arrière, un imposant plafond à caissons de la fin du XVIe siècle. Sur la façade, l’enseigne monumentale en ferronnerie provient de l’ancienne auberge de la Croix Blanche (Grand-Rue 70-72).
L’ensemble, classé monument historique, est inscrit comme bien culturel suisse d'importance nationale,.